# Geofreda
Geofreda ist ein weiblicher Vorname, der in Mitteleuropa nur relativ wenig Verbreitung hat (u. a. in Polen). In Australien und den USA tritt er auch als Familienname auf.
Der Name geht wahrscheinlich – wie Godofreda und Godfreda – auf das althochdeutsche bzw. altsächsische „got“, „god“ (Gott) zurück, kombiniert mit „fridu“ (Frieden).